# 李如成
李如成（1951年—），浙江宁波人，汉族，中华人民共和国政治人物、第十一届全国人民代表大会浙江地区代表。

## 生平
1951年6月生于上海。毕业于宁波高等专科学校经济管理专业，是中共党员。担任雅戈尔集团董事长。2008年起担任全国人大代表。